# Кавауті (Фукусіма)

37°20′15″ пн. ш. 140°48′34″ сх. д. / 37.33750° пн. ш. 140.80944° сх. д.
Кавау́ті (яп. 川内村, かわうちむら, МФА: [kawaut͡ɕi muɾa]) — село в Японії, в повіті Футаба префектури Фукусіма. Станом на 1 жовтня 2008 площа села становила 197,38 км². Станом на 1 січня 2009 населення села становило 2982 осіб.